# ニッチ市場
ニッチ市場（、英: niche market）とは市場全体の一部を構成する特定のニーズ（需要、客層）を持つ規模の小さい市場のこと。狭義には、その中でも商品やサービスの供給・提供が行われていない市場とされる。隙間市場（）ともいう。

## 語源
ニッチとは、直訳すれば建造物内部の壁面に設けて神像や装飾品を安置する「隙間」や「くぼみ」の意味があり、壁龕（）とも呼ばれる。元来建築史用語であったのを、生物学で「生態的地位」を表す用語に転用したものである。さまざまな生態的地位がある中、例えば哺乳類の進化に伴って起きたニッチの分割などが経済学の概念として援用されてニッチ市場の概念の元になったとされる。中生代に恐竜・首長竜・翼竜などの爬虫類が陸・海・空問わず栄えていた頃、哺乳類はネズミのような姿で目立たず、活動も夜行・雑食など隙間的なものを主としていた。約6500万年前に恐竜などが滅びると絶滅で空白になったニッチ（生態的地位）を埋めるためにさまざまな生物が進出し、哺乳類が最も成功を収めたといわれる（空は鳥類）。この生物を企業などに擬して「ニッチを開拓する」などとも言う。なお同種の現象は過去何回かの大量絶滅の後にも現れた。

## 概要
既存の商品やサービスでは満足できない消費者が存在する場合、これらの消費ニーズの総体がニッチ市場である。既存のサービスや商品といった物から取りこぼされた状態にあるため、このように呼ばれる。ニッチ市場はニーズの規模が小さい市場のことだが、その理由としては
- 商品やサービスを要求する消費者の絶対数が少ない（特定の用途・目的・趣味に特化した需要であるため）。
- 潜在的なニーズのため、誰も「産業」として考えつかなかった分野である。
- 既存の手法では収益性が悪く、市場としての魅力がない。

などが挙げられる。市場規模の小ささから既存企業が進出していないため、ベンチャー企業が進出しやすい。転じて、「大手資本が手をつけないようなマーケット」のことをいう場合もある。
これらの市場を目指す企業のことを「ニッチ産業（）」「隙間産業（）」「ニッチャー」ともいい、ニーズの発掘と対応により、大衆向けに無個性化した従来からある大企業・大手資本のサービスとの差別化を図る業態も見られる。
なお、こういったニッチ市場に対する業態では、店舗を構える場合には顧客が得やすい都市部に集中する傾向もあるが、商品の流通において企業と顧客個人をつなぐ宅配便の誕生以降、通信販売や更には電子商取引といった無店舗業態の発達が進んでいる。決済手段においては顧客側に手間が掛かるクレジットカード決済や振込に代わり、代金引換などのより簡便な方法が発達したことにもよって、顧客の側からは利用しやすく、事業者の側からは広い範囲から小さな利益を集約し商業的成功を得やすくなっている。
ニッチマーケティング (niche marketing)または集中型マーケティング (concentrated marketing)は、たとえばほぼ競合がいない特化した製品を、ニッチ市場をターゲットして行うマーケティング手法である。ニッチマーケティングの対義語はマスマーケティングである。

## 日本での市場動向

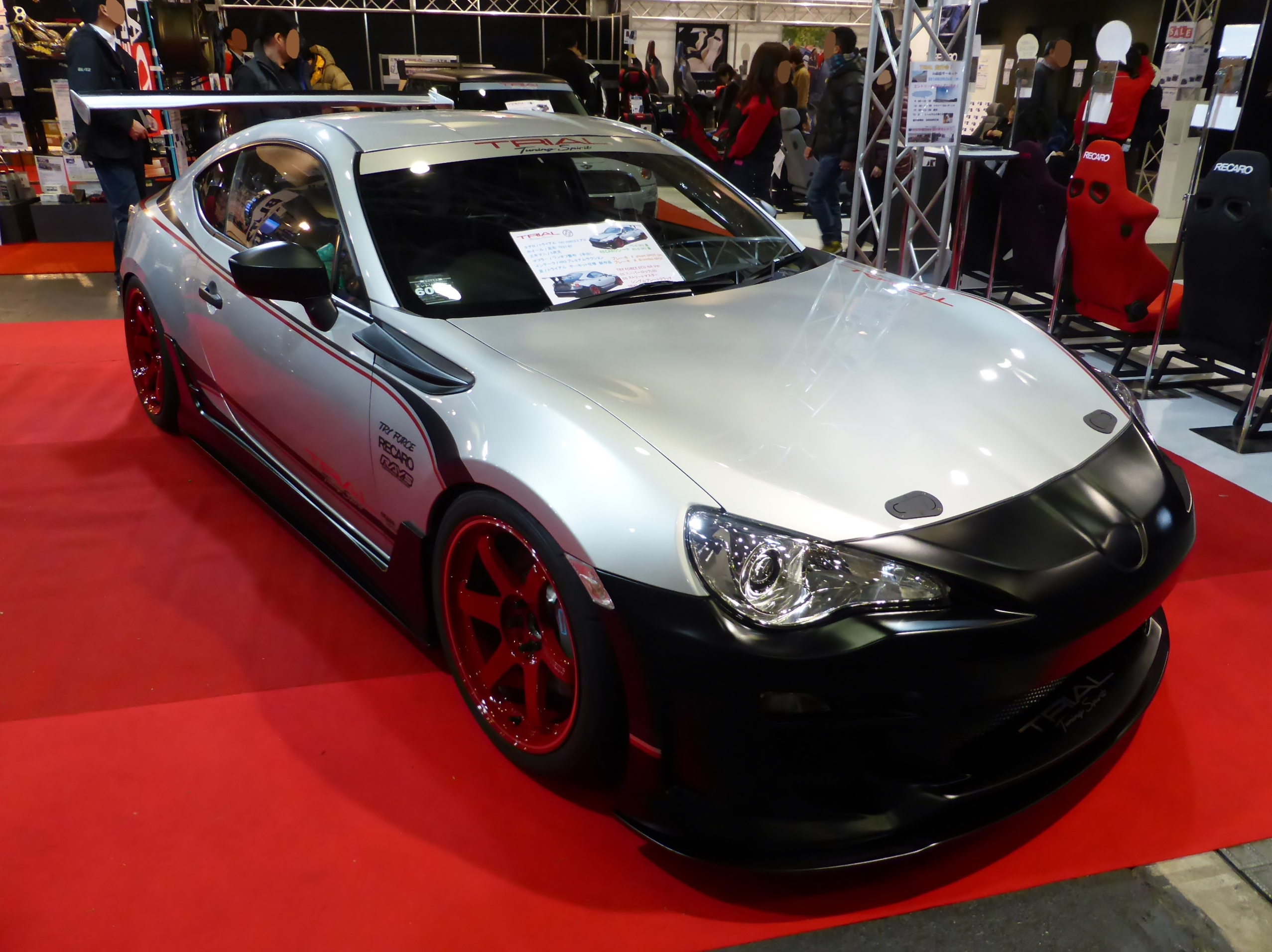
トヨタ・86｢RC｣。このグレードはエアコンや一部内装パーツ、さらにバンパー塗装すら省かれている。他のグレードとは違い写真のように購入後カスタムすることが前提の｢素材｣と割り切った商品であるからである。しかしRCは兄弟車のスバル・BRZ(同様の｢RA｣は｢R Customize Package｣として内容を変更し存続)とは対照的に消滅しており、ニッチ市場攻略の難しさも現れている。

日本では1990年代以前において、富裕層のみを対象にした高級品（宝石・貴金属・ファッションなどのブランド品）が市場に存在したが、これらは特に明確な市場性が存在し、消費者全体の1パーセント〜数パーセント程度に満たない購買層に過ぎないながらも、消費者資産全体の数割をも占有しかねないこれら裕福層に対応する「ブランド」は多く存在する。
これらでは「裕福層向け」に成功した場合に、一般向けの商品やサービス程には競争による市場淘汰の圧力が強くない傾向も見られ、一概に高級ブランドとして成功した所では、安定した（変化の少ない）市場を形成するに至っている。ただ、多くのブランドでは品質を常に最上に保つような注意が払われていることにも注目すべきである。これを怠ったブランドは、没落の憂き目に遭う
。
また大衆にあっても近代化や高度経済成長期・バブル景気の時代を通して生活に余裕が出るようになり、この高級品市場の製品に対する羨望を向け、たとえ一品でも購入するような「一点豪華主義」も見られる。ただ、これら高級品市場は明確な地位を築いている点で、あまり「ニッチ市場」とは一般には認識されない。その経済動向は、普遍的に知られているためでもある。
だが1990年代以降、既存の商品やサービス形態に収まりきらない需要が見られるようになり、この需要発掘が中小企業にも流行した。これらはインターネット利用の流行や携帯電話の普及といった、情報通信の活発化にも関連する消費者の価値観の多様化や、個性を重要視する社会的風潮にも関連付けて見ることができる。
その中では「オタク向け」に特殊化した市場（深夜アニメ・アニメショップ・同人ショップやキャラクターグッズ専門店など）も顕在化し、萌え関連商品など市場全体から俯瞰してみると多くのニッチ市場が登場している。これらでは、多様化によってさまざまな企業の住み分けも進んだ結果、各々のニッチ市場の合計が一般層向け全体の娯楽媒体市場規模をも追い抜きつつある(ロングテール)。これらでは、ニッチ市場に特化した方が収益率が高い場合がある傾向も、その背景にあるといわれる。（→おたくの項を参照）
この他にも、訪問介護や輸入雑貨（舶来品など）のさまざまな分野で、従来の大企業・大資本が見向きもしなかったような分野にも、潜在的需要やその新奇性による成功を収める分野もみられ、これらでは事業者個人の私的な趣味の延長にあるものや、フィールドワーク的に実際の消費者らとの交流によって発見されたニーズに対応することで生れた業態、他業種で培われたノウハウを導入することで変化する業態などが存在する。
また従来では市場規模の小ささから対応・参入しづらかった大企業・大資本でも、従来の大衆向けの画一化されたサービスや商品が消費者に飽きられている現象により伸び悩んでいたこともあって、消費者が選べるさまざまな選択肢を数多く設けることで、提供するサービスや商品の汎用性を高め、これらニッチ市場へと対応する動きも見られる。
例えば、保険では古い大衆向け保険商品が画一化されていて、各々の消費者の関心を惹き難い部分があったが、近年ではパソコンを導入して、その場で様々なプランを組み合わせた上で、月々の保険料を算出するシステムを導入、保険加入者の増加を目指している。これらでは消費者のおおよその年収や年齢はもとより、保険によって保証される金額を病気や怪我の種類別に細かく細分化して、各々の消費者が求める（普段、不安があるために関心のある）分野に特化した「カスタマイズされた保険」を提供できるようになっている。
特に2000年代に入っては、これらカスタマイズが可能な商品・サービスを導入して、個別の消費者ニーズに対応する傾向は増加しており、自動車では大手自動車メーカーでも、若者層を中心に人気のあるミニバンなどの車種で、店頭にてさまざまなオプションパーツや外装をチョイスすることで、大衆車並みの価格でカスタムカーを販売するといった、ニッチ市場に対応する動きも見られる。また競技ベースグレードなどユーザーがカスタムすることを前提として装備を簡略化したグレード(三菱・ランサーエボリューション｢RS｣、S15型日産・シルビア｢スペックR・Type-B｣、スバル・BRZ｢RA｣・｢R Customize Package｣、トヨタ・86｢RC｣など)も一種のニッチ市場への対処といえる。この他にも、さまざまな業態でニッチ市場の発掘が行われている。
このような多様性のあるサービスや商品を可能にする点でも、現在の情報技術（通信やコンピュータ関連の技術）の発達は、重要な役割を担っている傾向も見られる。

### ニッチ産業と政府
日本では平成不況の折に、ニッチ市場向けの中小企業の中に、不況下にあっても良好な収益をあげている企業があるとして注目された。これらでは、他に競争相手が居ないことや、消費者がそれら中小企業の提供する商品やサービスに満足しているという状態がクローズアップされた。
従来の不況では消費全体が冷え込むところを、平成不況では消費者が満足さえすれば、多少は割高なサービスや商品でも、消費者は好んでそれらを購入するという状態が特に注目されている。
これらニッチ市場向けの中小企業ではベンチャー企業も多いが、これらでは起業にかかる資本金などの面で企業家にかかる負担が大きく、また米国などと比較しても、これらベンチャー企業の資金調達が難しい部分も見られる。
このため日本政府（経済産業省など）は景気回復の一環としてベンチャー企業支援策を打ち出し、これらニッチ市場向けに起業する人がより起業しやすいよう、さまざまな支援策を導入している。この企業支援では最低資本金の法改正による大幅引き下げも行われた。（→資本金の項を参照）